# 圖爾亞 (切爾尼戈夫州)
51°54′15″N 32°0′13″E / 51.90417°N 32.00361°E
圖里亞（烏克蘭語：Тур'я），是烏克蘭北部切爾尼戈夫州科留基夫卡區斯諾夫斯克市鎮的村莊，距離切爾尼希夫約82公里，面積0.33平方公里，海拔高度120米，2001年人口1,185，人口密度每平方公里3,635人。